# Oligoneura viridaenea
Oligoneura viridaenea är en tvåvingeart som först beskrevs av Enrico Adelelmo Brunetti 1920.  Oligoneura viridaenea ingår i släktet Oligoneura och familjen kulflugor. Inga underarter finns listade i Catalogue of Life.